# Dorycnopsis
Dorycnopsis é um género botânico pertencente à família Fabaceae.